# Vimbodí i Poblet
Vimbodí i Poblet är en kommun i Spanien.   Den ligger i provinsen Província de Tarragona och regionen Katalonien, i den östra delen av landet, 400 km öster om huvudstaden Madrid. Antalet invånare är 1 007. Arean är 66 kvadratkilometer. Vimbodí i Poblet gränsar till Fulleda, L'Espluga de Francolí, Montblanc, Prades, Vallclara, Vinaixa och Tarrés. 
Terrängen i Vimbodí i Poblet är kuperad söderut, men norrut är den platt.